# Işıkkaya
Işıkkaya (türkisch für Lichtfels) ist ein Ortsteil (Mahalle) im Landkreis Kozan der türkischen Provinz Adana mit 195 Einwohnern (Stand: Ende 2024). Im Jahr 2011 zählte Işıkkaya 245 Einwohner.